# Anthericonia anketeschke
Anthericonia anketeschke är en insektsart som beskrevs av Oliver Zompro 2004. Anthericonia anketeschke ingår i släktet Anthericonia och familjen Pseudophasmatidae. Inga underarter finns listade i Catalogue of Life.